# Wereldkampioenschappen moderne vijfkamp 2006
De wereldkampioenschappen moderne vijfkamp 2006 werden gehouden in Guatemala-Stad in Guatemala.

## Medailles

### Mannen
| Onderdeel   | Goud | Goud                                                     | Zilver | Zilver                                        | Brons | Brons                                          |
| ----------- | ---- | -------------------------------------------------------- | ------ | --------------------------------------------- | ----- | ---------------------------------------------- |
| Individueel | LTU  | Edvinas Krungolcas                                       | HUN    | Viktor Horváth                                | LTU   | Andrejus Zadneprovskis                         |
| Team        | LTU  | Edvinas Krungolcas Andrejus Zadneprovskis Tadas Žemaitis | HUN    | Viktor Horváth Sándor Fülep Ákos Kállai       | CZE   | Libor Capalini Michal Michalík Michal Sedlecký |
| Estafette   | HUN  | Ákos Kállai Viktor Horváth Sándor Fülep                  | BLR    | Mikhail Prokopenko Dmitri Meljach Jegor Lappo | CHN   | Cao Zhongrong Qian Zhenhua Liu Jenli           |

### Vrouwen
| Onderdeel   | Goud | Goud                                               | Zilver | Zilver                                              | Brons | Brons                                                     |
| ----------- | ---- | -------------------------------------------------- | ------ | --------------------------------------------------- | ----- | --------------------------------------------------------- |
| Individueel | POL  | Marta Dziadura                                     | UKR    | Victoria Teresjoek                                  | EGY   | Omnia Fakhry                                              |
| Team        | POL  | Marta Dziadura Paulina Boenisz Sylwia Czwojdzińska | GBR    | Georgina Harland Mhairi Spence Katherine Livingston | HUN   | Zsuzsanna Vörös Csilla Füri Vivien Máthé                  |
| Estafette   | POL  | Paulina Boenisz Marta Dziadura Edyta Małoszyc      | GBR    | Mhairi Spence Georgina Harland Lindsey Weedon       | RUS   | Polina Stroetsjkova Ljoedmila Sirotkina Tatjana Moeratova |

### Medaillespiegel
| Plaats | Land                | Goud | Zilver | Brons | Totaal |
| 1      | Polen               | 3    | 0      | 0     | 3      |
| 2      | Litouwen            | 2    | 1      | 0     | 3      |
| 3      | Hongarije           | 1    | 2      | 1     | 4      |
| 4      | Verenigd Koninkrijk | 0    | 2      | 1     | 2      |
| 5      | Oekraïne            | 0    | 1      | 0     | 1      |
|        | Wit-Rusland         | 0    | 1      | 0     | 1      |
| 7      | China               | 0    | 0      | 1     | 1      |
|        | Egypte              | 0    | 0      | 1     | 1      |
|        | Rusland             | 0    | 0      | 1     | 1      |
|        | Tsjechië            | 0    | 0      | 1     | 1      |
| Totaal | Totaal              | 6    | 6      | 6     | 18     |